# トマシュ・ボイトビッチ
トマシュ・グジェゴシ・ボイトビッチ（ポーランド語: Tomasz Grzegorz Wójtowicz、1953年9月22日 - 2022年10月24日）は、ポーランド・ルブリン出身の男子バレーボール選手。
1974年世界選手権で優勝し、1976年モントリオール五輪で金メダルを獲得した。1976年のモントリオールオリンピックで初めてバックアタックを使った人物として知られている。

## 球歴
- オリンピック - 1976年（金メダル）
- 世界選手権 - 1974年（優勝）

## 所属クラブ
- AZSルブリン （1968-1972）
- アヴィア・シヴィドニク （1972-1978）
- レギア・ヴァルソヴィエ （1978-1983）
- パッラヴォーロ・ヴィルトゥス・サッスオーロ （1983-1984）
- パッラヴォーロ・パルマ （1984-1986）
- フェラーラ・バレー （1986-1987）
- パッラヴォーロ・チッタ・ディ・カステッロ （1987-1989）